# チェンナイ・エグモア-ティルネルヴェーリ・ヴァンデ・バーラト急行
チェンナイ・エグモア-ティルネルヴェーリ・ヴァンデ・バーラト急行（英語: Chennai Egmore–Tirunelveli Vande Bharat Express）は、インド鉄道が運行する列車種別であるヴァンデ・バーラト急行の1つ。2023年から営業運転を開始した。

## 概要
2023年9月24日に設定され、翌9月25日から定期運転を開始した、電車を用いる急行種別である「ヴァンデ・バーラト急行」の1つ。チェンナイのチェンナイ・エグモア駅とティルネルヴェーリのティルネルヴェーリ・ジャンクション駅の間、652 kmの区間を結ぶ。運行頻度は週6日で、火曜日は運休する。平均速度は83.3 km/h、所要時間は7時間50分で、同区間を走る従来の列車から所要時間が3 - 4時間程短縮されている。使用される列車は8両編成である。